# Суси, Карсон
Карсон Суси (англ. Carson Soucy; род. 27 июля 1994, Ирма) — канадский хоккеист, защитник клуба «Нью-Йорк Рейнджерс».

## Карьера
На Драфте НХЛ 2013 года был выбран в 5-м раунде под общим 137-м номером клубом «Миннесота Уайлд». После выбора на драфте он продолжил свою карьеру в студенческой команде «Миннесота Дулут Бульдогс», представляющую Университет Миннесота-Дулут, за которую играл в течение четырёх лет.
11 апреля 2017 года подписал с« Миннесотой Уайлд» двухлетний контракт новичка, после чего был отправлен в фарм-клуб «Айова Уайлд». В сезоне 2017/18 он был лидером команды по заработанному рейтингу +12. Дебютировал в НХЛ 2 апреля 2018 года в мачте с «Эдмонтоном», выигранный «Миннесотой» со счётом 3:0. Он стал пятым новичком команды, который дебютировал в НХЛ, вскоре он был возвращён в состав «Айовы».
В межсезонье перед сезоном 2019/20 он произвёл на главного тренера Брюса Будро хорошее впечатление, который включил его в заявку на сезон в качестве седьмого защитника. По ходу регулярного сезона он получил травму верхней части тела и выбыл на 4 недели, восстанавливаясь от травмы.
5 октября 2020 года подписал с «Миннесотой» новый трёхлетний контракт.
21 июля 2021 года был выбран на драфте расширения новичком лиги клубом «Сиэтл Кракен».
После двух сезонов за «Кракен» Суси стал свободным агентом и перешёл в «Ванкувер Кэнакс», подписав с командой двухлетний контракт на сумму $9.75 млн долларов.